# ريناتا تبالدي
ريناتا تبالدي (بالإيطالية: Renata Tebaldi)‏ وُلدت ريناتافي الأول من شباط عام 1922 وتوفيت في التاسع عشرة من كانون الأول عام 2004، وهي فنانة في الأوبرا الإيطالية، ومغنية تتميز بطبقة صوت سوبرانو وهي الأعلى بين كل الأصوات، وُلدت ريناتا لعائلة موسيقية حيث كان والدها مُعلم كمان في إحدى مدارس مدينة بيزارو الإيطالية.
تعاونت مع المغني الإيطالي ذو طبقة تينور الصوتية العالية ماريو ديل موناكو في خمسينيات وستينيات القرن العشرين، ليصحبا ألمع ثنائي حيث أٌطلق عليهم «الثنائي الذهبي». وكانت غالبًا ما تتم مقارنتها ب مغنية الأوبرا اليونانية ماريا كالاس.

## روابط خارجية
- ريناتا تبالدي على موقع IMDb (الإنجليزية)
- ريناتا تبالدي على موقع الموسوعة البريطانية (الإنجليزية)
- ريناتا تبالدي على موقع مونزينجر (الألمانية)
- ريناتا تبالدي على موقع ميوزك برينز (الإنجليزية)
- ريناتا تبالدي على موقع أول ميوزيك (الإنجليزية)
- ريناتا تبالدي على موقع ديسكوغز (الإنجليزية)
- ريناتا تبالدي على موقع قاعدة بيانات الفيلم (الإنجليزية)